# 莫奥拉卡赖帕蒂
莫奥拉卡赖帕蒂（Moolakaraipatti），是印度泰米尔纳德邦蒂鲁内尔维利县的一个城镇。2001年总人口为9484人。

## 人口
该地2001年总人口9484人，其中男性4551人，女性4933人；0—6岁人口1109人，其中男578人，女531人；识字率69.59%，其中男性为76.16%，女性为63.53%。